# Dantons Tod (1963)
Dantons Tod ist eine deutsche Fernseh-Verfilmung des gleichnamigen Dramas von Georg Büchner über die Verhaftung und Hinrichtung des französischen Revolutionärs Georges Danton.

## Handlung
Der Film folgt in Text und Handlung der literarischen Vorlage:
Georges Danton war zunächst einer der Anführer der Französischen Revolution und ein Mitinitiator der Terrorherrschaft. Er hat auch finanziell von der Revolution profitiert und lebt nun ein Leben im Genuss, während das Volk nach wie vor in Armut lebt. Die Sympathien des Volks wenden sich von Danton ab und dem als besonders radikal und tugendhaft geltenden Maximilien de Robespierre zu. Danton versucht vergeblich, Robespierre von einem Ende der Schreckensherrschaft zu überzeugen. Dadurch sieht Robespierre nun Danton und seine Anhänger als Feinde der Revolution an und verklagt sie vor dem Revolutionstribunal.
Danton glaubt zunächst, man werde es nicht wagen, ihm, dem verdienten Revolutionär, etwas anzutun. Dies, sowie eine zeitweise fatalistische und nihilistische Einstellung zum eigenen Leben, führen dazu, dass Danton sich nicht der Verhaftung entzieht. Erst vor dem Tribunal beginnt er, sich leidenschaftlich zu verteidigen. Da die schwankenden Sympathien des Volkes ihm zwischenzeitlich wieder zufliegen, beschließt der Nationalkonvent, den Prozess abzukürzen und Danton nicht noch einmal zu Wort kommen zu lassen. Zusammen mit seinen engsten Vertrauten wird er öffentlich hingerichtet. Seine Frau Julie nimmt sich mit Gift das Leben, während Lucile Desmoulins, die Frau des ebenfalls hingerichteten Camille Desmoulins, in Gegenwart einer Patrouille „Es lebe der König“ sagt, um ihrem Mann in den Tod folgen zu können.

## Produktion
Der Film wurde vom Süddeutschen Rundfunk produziert und am 17. März 1963 zum ersten Mal ausgestrahlt. 2008 erschien er auf DVD, veröffentlicht von Film 101.
Die Musik wurde eingespielt vom Sinfonieorchester des Süddeutschen Rundfunks.

## Rezeption
„Mitreißende dramatische Szenen, in denen Georg Büchner mit rücksichtsloser Bildsprache und atemberaubender Dynamik die Schrecken der französischen Revolution und den Untergang des Individuums im Strudel politischer Umwälzungen darstellt.“

„Einige „Kammerszenen“ gerieten [Umgelter] vortrefflich, hier bewies er, dass er Darsteller führen und dem Wort das ihm zustehende Gewicht geben kann. Bei den Massenszenen scheint er dagegen zu vergessen, dass er einen Fernseh- und keinen Breitwandfilm dreht. Die Schafottszene war ebenso überflüssig wie geschmacklos.“